# Ballyconnell
Ballyconnell (iriska: Béal Átha Conaill) är en ort i republiken Irland.   Den ligger i grevskapet An Cabhán och provinsen Ulster, i den norra delen av landet, 120 km nordväst om huvudstaden Dublin. Ballyconnell ligger 53 meter över havet och antalet invånare är 1 061.
Terrängen runt Ballyconnell är platt åt sydost, men åt nordväst är den kuperad. Runt Ballyconnell är det glesbefolkat, med 15 invånare per kvadratkilometer. Närmaste större samhälle är Belturbet, 8,9 km öster om Ballyconnell. Trakten runt Ballyconnell består i huvudsak av gräsmarker.